# 6 Eskadra Wywiadowcza
6 eskadra wywiadowcza – pododdział lotnictwa rozpoznawczego Wojska Polskiego w II Rzeczypospolitej.

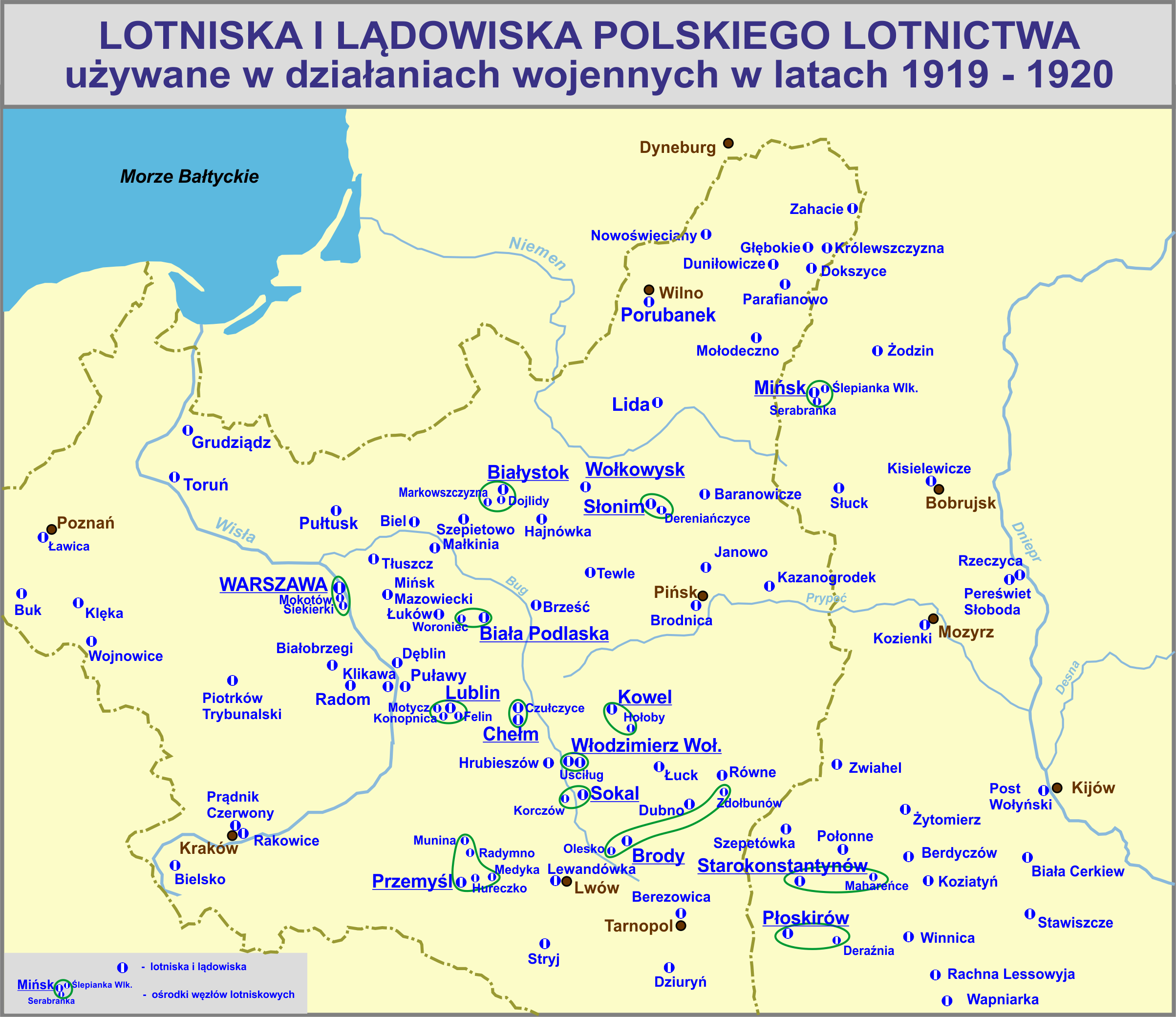

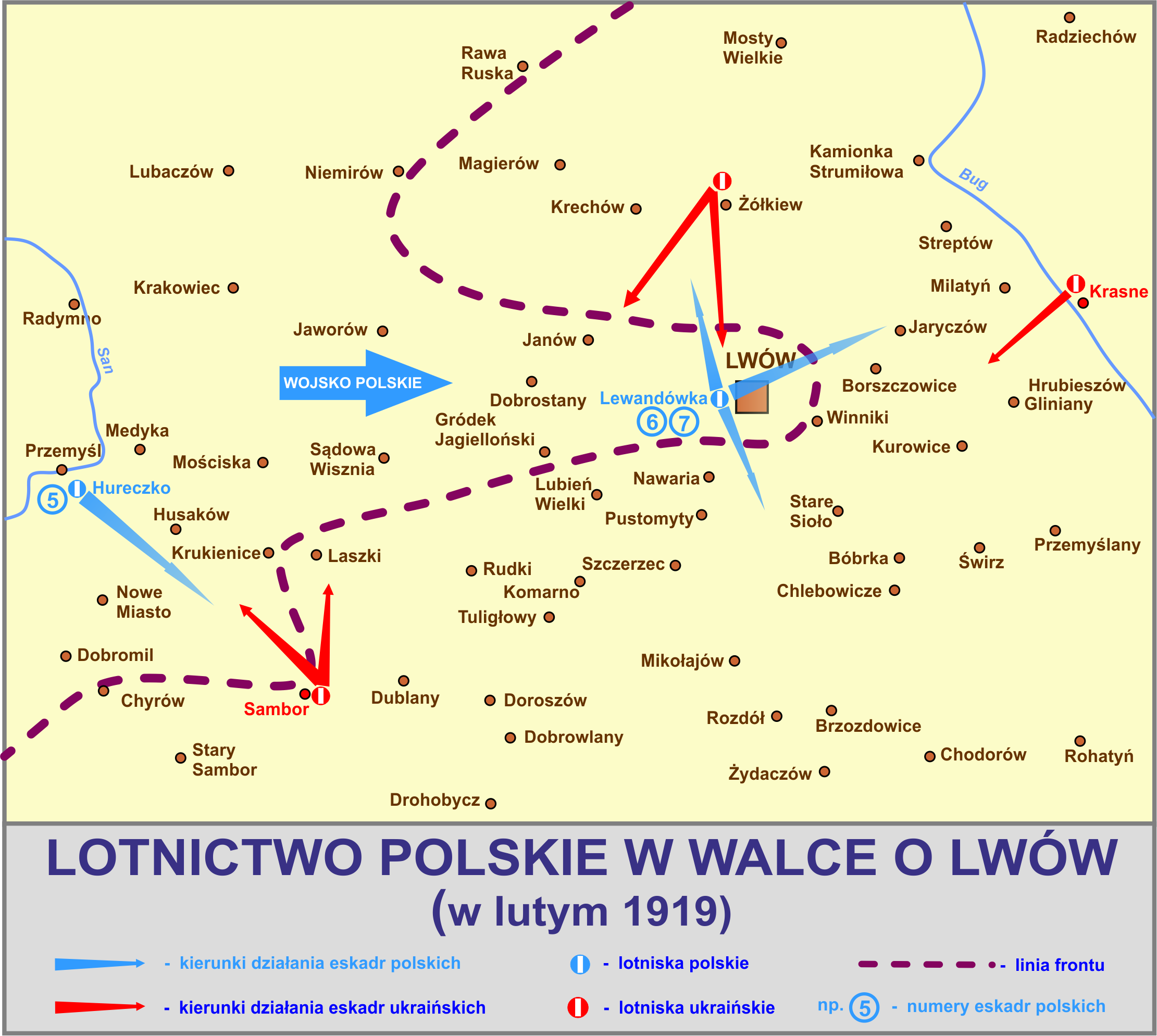

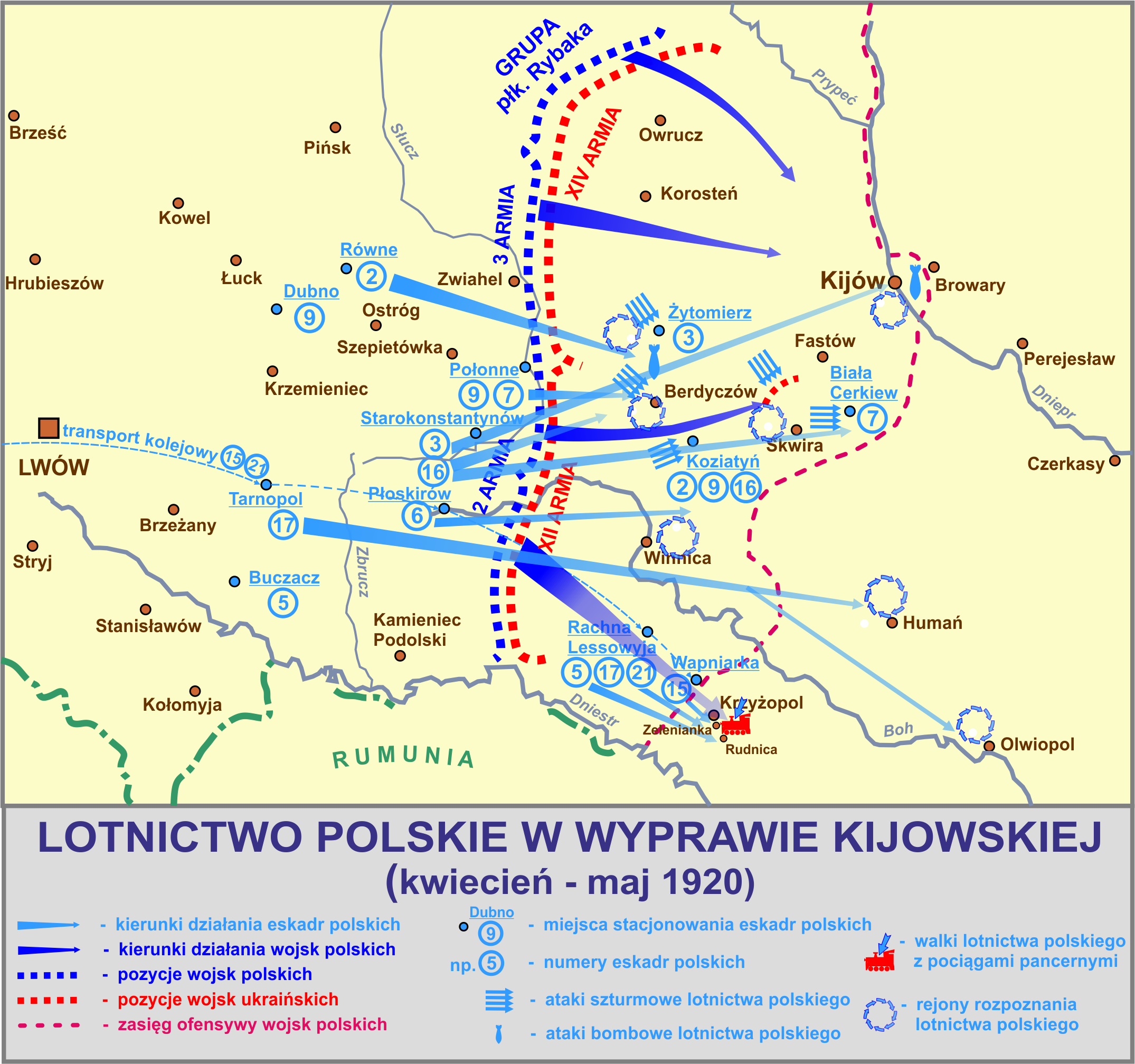

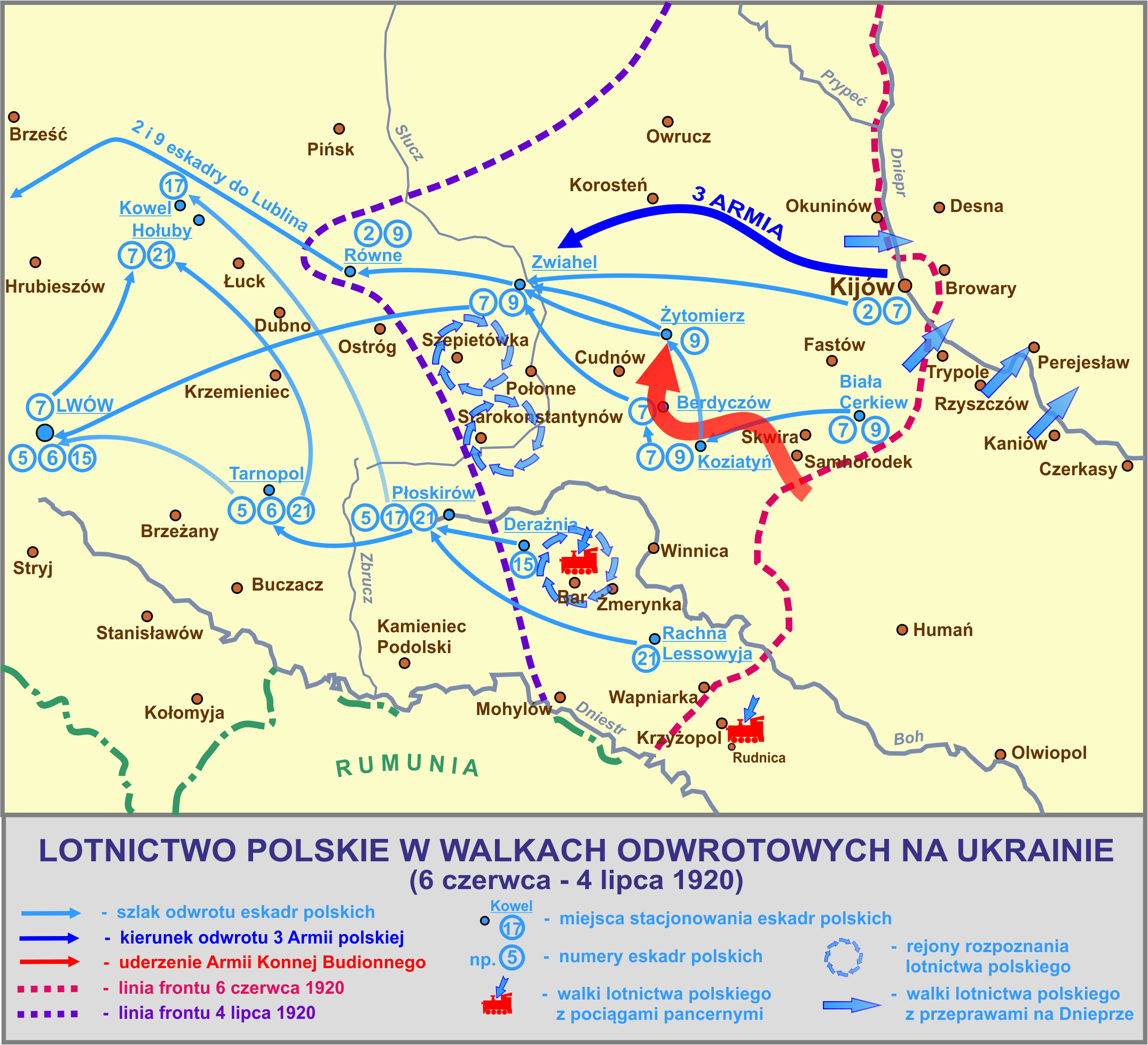

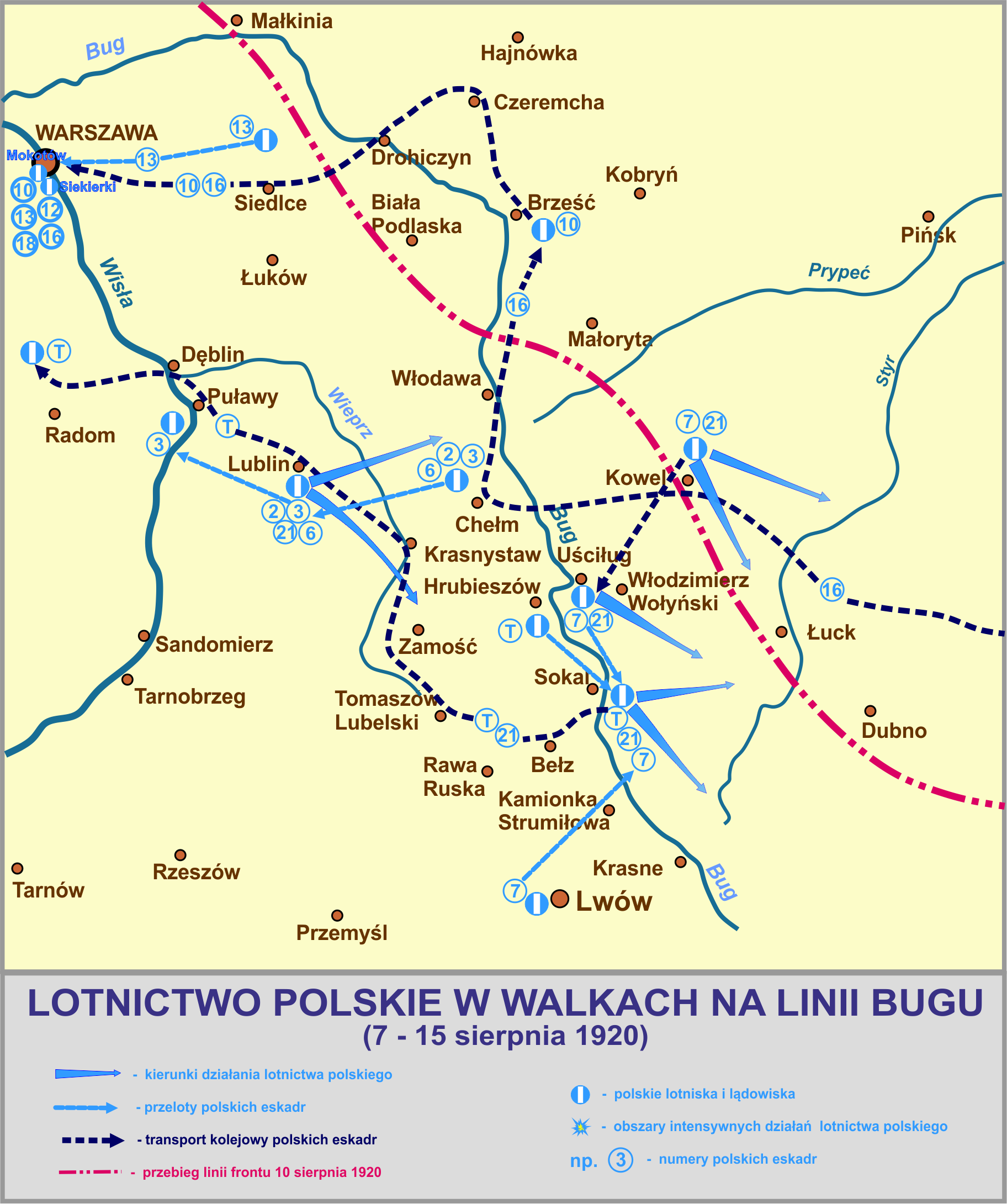

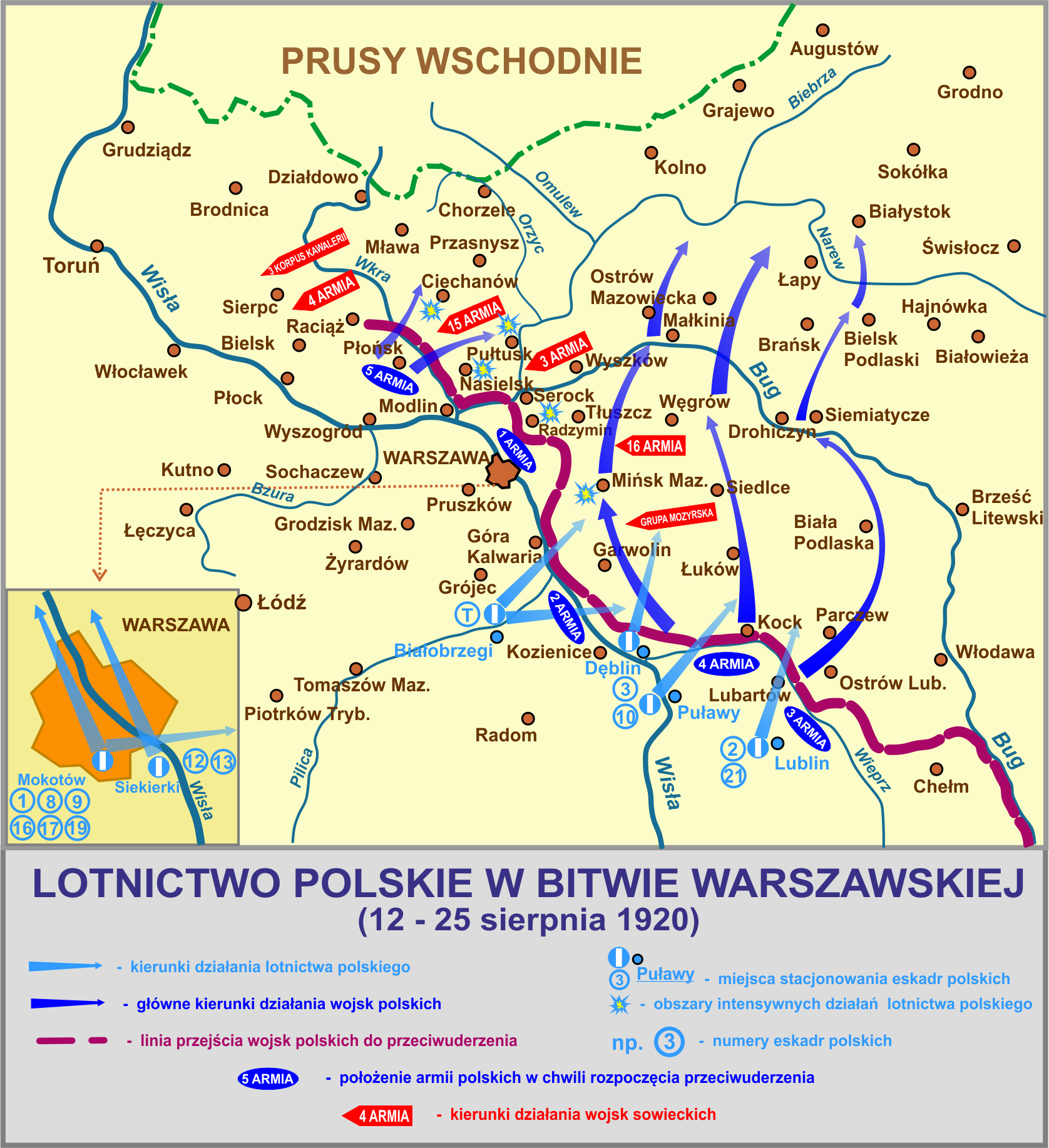

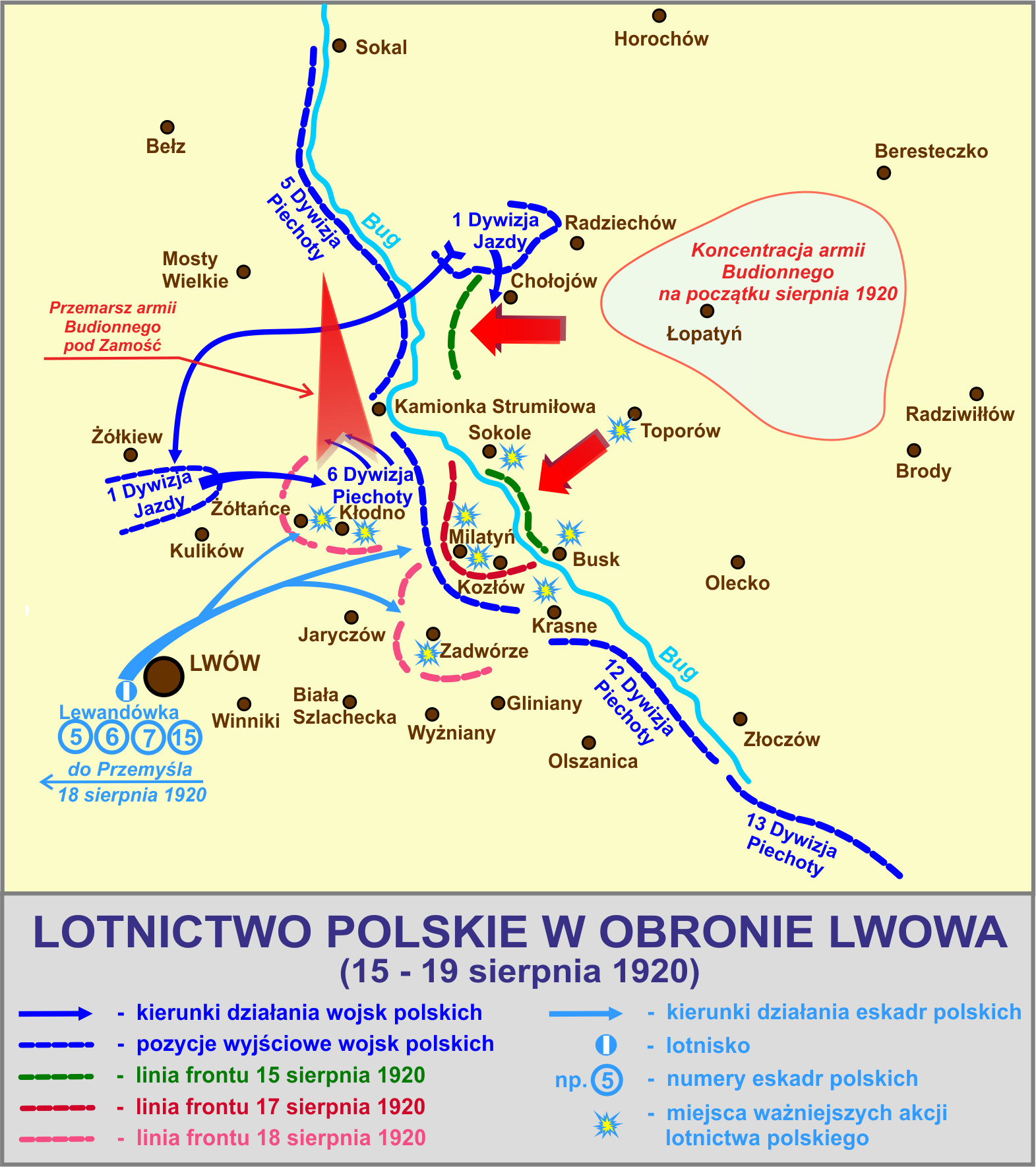

## Formowanie i zmiany organizacyjne
Eskadra została sformowana 7 listopada 1918, na przejętym od Cesarskiego i Królewskiego Lotnictwa lotnisku Lewandówka we Lwowie, z racji miejsca powstania została nazwana „eskadrą lwowską”, wkrótce potem przemianowana na 2 eskadrę bojową. W jej skład początkowo weszły samoloty pozostawione przez Austriaków.

## Wojna polsko-ukraińska

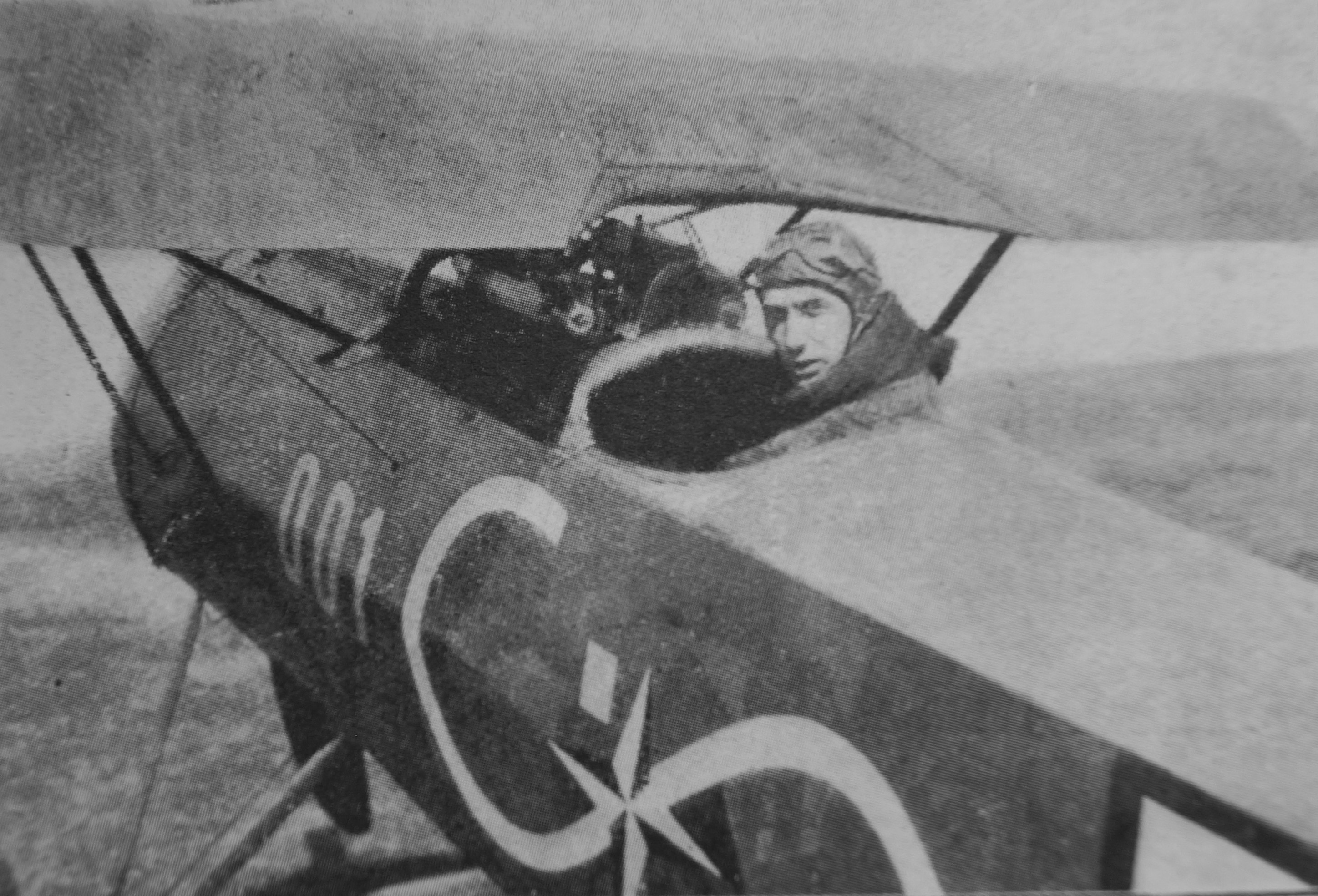
Por. pilot Stefan Stec w samolocie Fokker EV. Na samolocie indywidualna odznaka por. Steca.

Pierwszy lot bojowy w wojnie polsko-ukraińskiej w obronie Lwowa został wykonany 5 listopada 1918 przez załogę: por. obs. Janusza de Beaurain i por. pil. Stefana Bastyra (samolot Oeffag C.II lub według innych publikacji Hansa-Brandenburg C.I). Był to zarazem pierwszy lot polskiego samolotu, jeszcze przed oficjalną datą odzyskania niepodległości i dla jego upamiętnienia obchodzono w tym dniu co roku (do 1931 roku) Święto Lotnictwa Polskiego.
21 grudnia 1918 eskadra weszła w skład Lwowskiej Grupy Lotniczej dowodzonej przez por. Bastyra. W grudniu 1918 eskadra wykonywała zadania wsparcia jednostek naziemnych oraz loty rozpoznawcze. Łącznie w grudniu wykonano 28 lotów bojowych i kilka łącznikowych. Na stanie eskadry były m.in. 4 samoloty Hansa-Brandenburg C.I (spośród 6 samolotów całego wyposażenia).
21 grudnia 1918 jednostka podczas ujednolicania numeracji otrzymała nazwę 6 eskadra lotnicza (wywiadowcza). Weszła w skład III Grupy Lotniczej. Na 25 lutego 1919 w jej skład wchodziło 5 samolotów Hansa-Brandenburg C.I, 2 Oeffag i 1 Albatros C.XII, a w maju 1919: 4 Hansa-Brandenburg C.I, 2 Hannover CL.II, 1 Oeffag i 1 Albatros C.XII (BFW). Eskadra przez cały czas uczestniczyła w intensywnych walkach pod Lwowem, wykonując loty rozpoznawcze i bombowe.
Raport Inspektora Wojsk Lotniczych z 13 marca 1919 wykazuje, że eskadra w tym czasie posiadała 1 samolot, 6 pilotów i 3 obserwatorów.
Z początkiem maja oddziały polskie rozpoczęły przygotowania do ofensywy na froncie ukraińskim. W tym czasie eskadra dysponowała 9 samolotami. Były to:4 Brandenburgi, 2 Rolandy CL-2, 1 Oeffag i 1 BFW C-12.

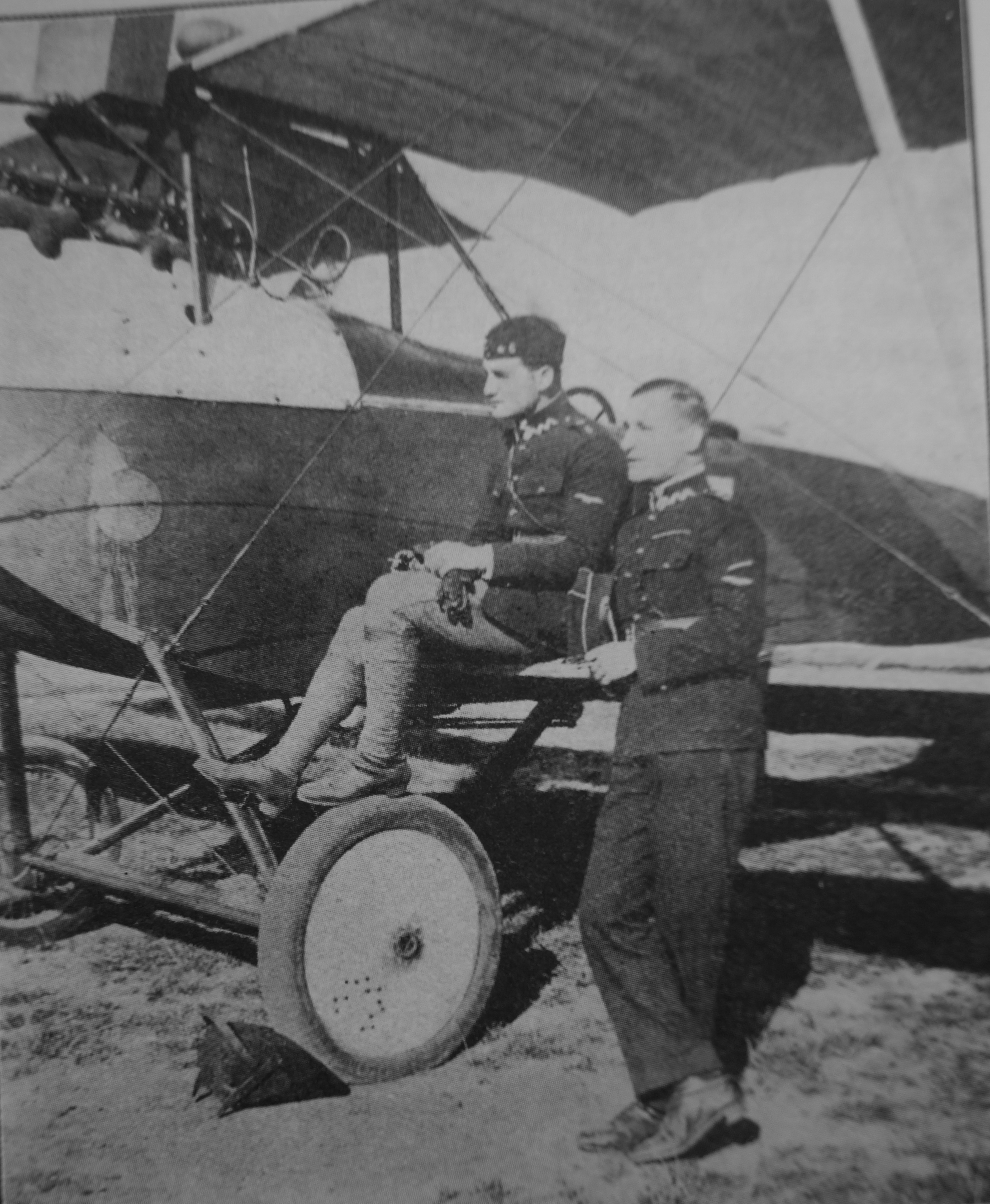
Ochotnicy oficerowie włoscy w 6 eskadrze wywiadowczej - ppor. obs. Veniero de Piza i ppor. obs. Virgiljusz Mastrelli

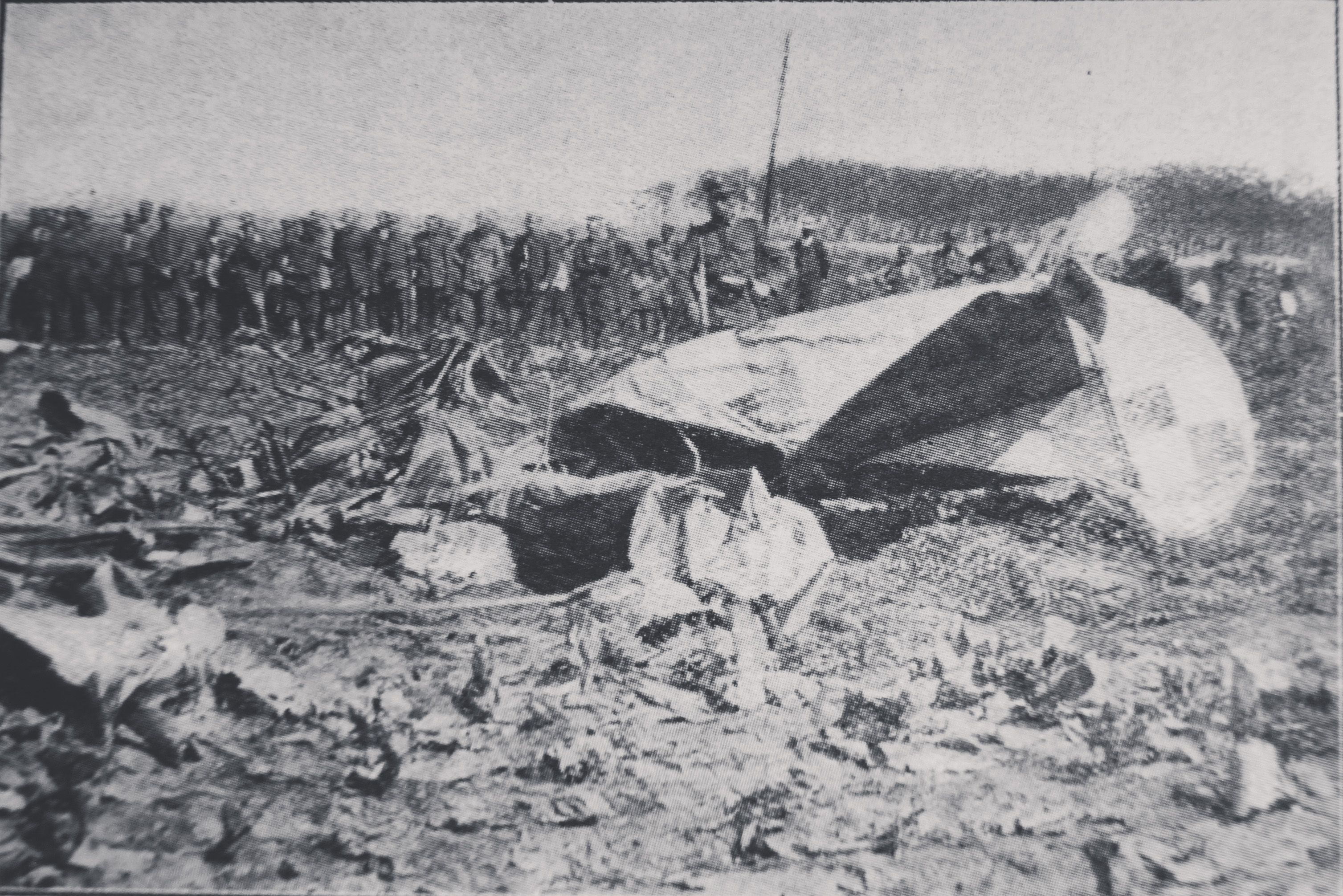
Śmierć kpt. Stefana Bastyra w katastrofie 6 sierpnia 1920 we Lwowie

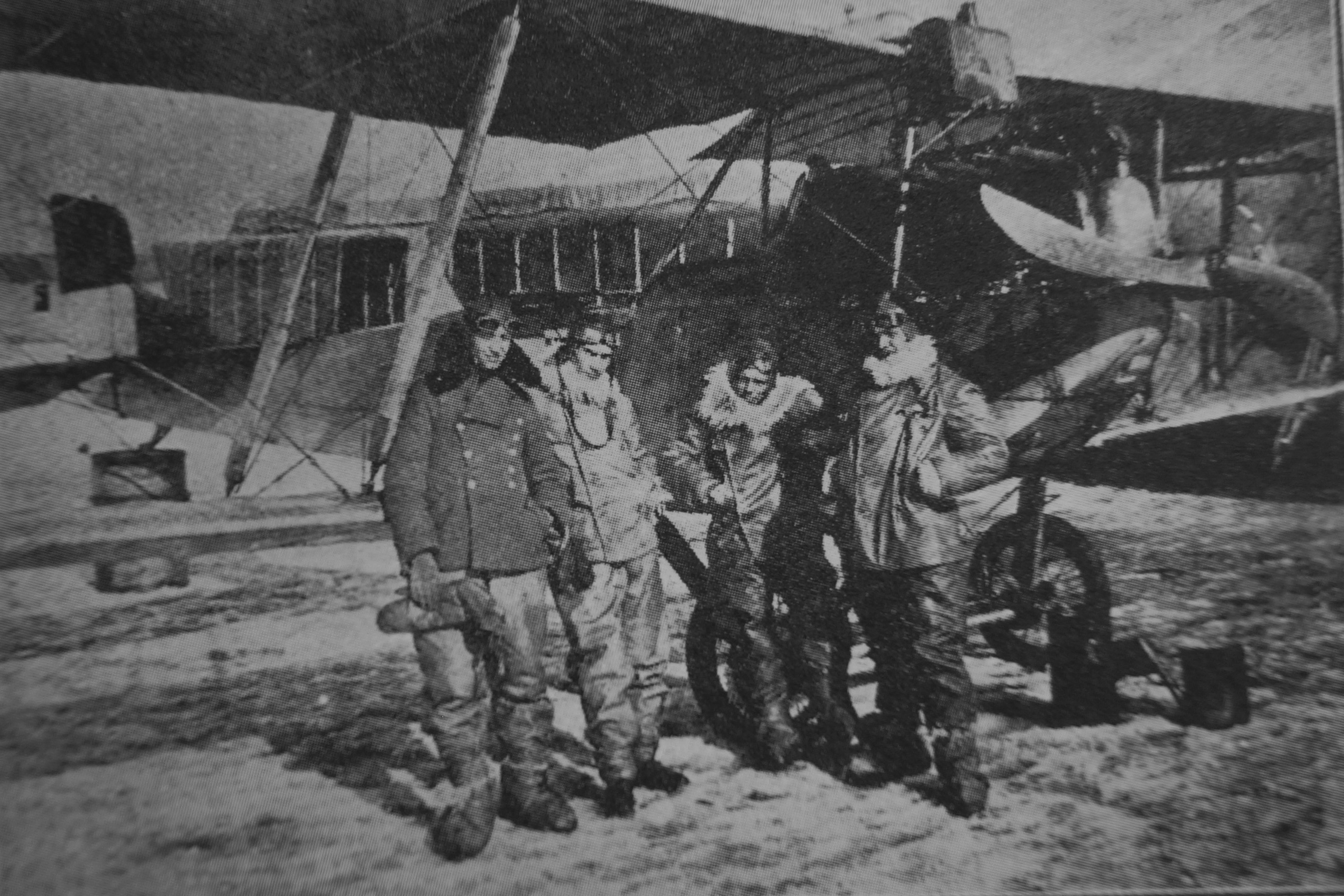
„Eskimosy” – por. obs. Józef Wojciechowski, sierż. pil. Stefan Małaczyński, ppor. pil. Stanisław Pietruski, ppor. obs. Tomasz Turbiak

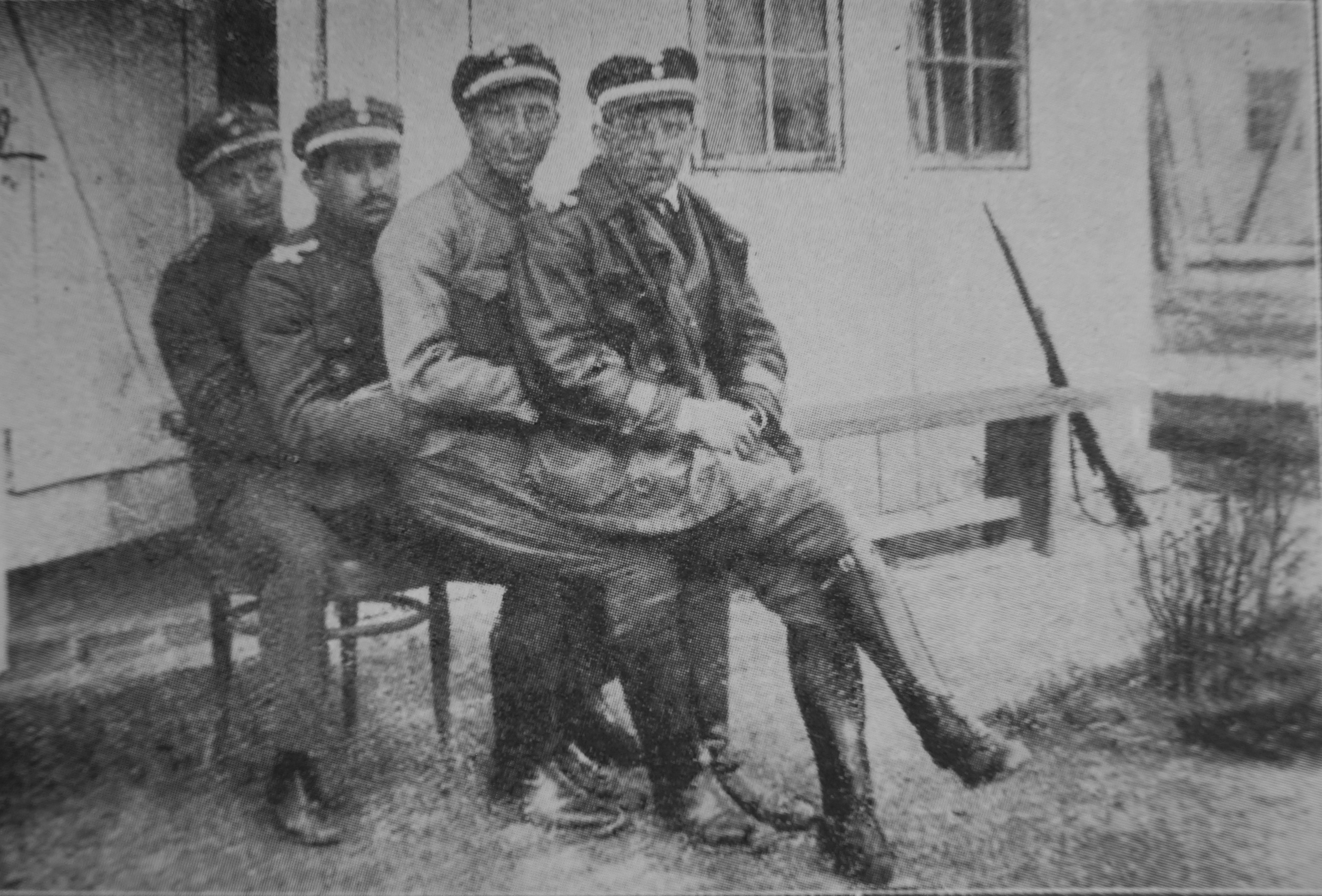
Franciszek Peter, Ludwik Idzikowski, Ryszard Hesse, Stanisław Pietruski

## Początkowe operacje wojny polsko-radzieckiej
Po zakończeniu wojny polsko-ukraińskiej, w lipcu 1919 eskadrę skierowano na lotnisko pod Tarnopolem, a jej dowództwo objął por. Kazimierz Swoszowski.
Pod koniec 1919 zmniejszyła się intensywność działań na froncie wojny polsko-radzieckiej. W październiku 1919 eskadra wykonała dla dowództwa Frontu Podolskiego 18 lotów rozpoznawczych, a w listopadzie – 12 lotów. Od lutego 1920 intensywność walk wzrosła. 4 lutego 1920 w locie rozpoznawczym został zestrzelony dowódca eskadry por. pil. Kazimierz Swoszowski razem z obserwatorem, ppor. Feliksem Błaszkiewiczem. Dowództwo objął tymczasowo por. Franciszek Peter, a od marca por. Adolf Wiesiołowski. 
Wykorzystując względny spokój na froncie, w okresie jesienno–zimowym eskadra prowadziła szkolenie personelu lotniczego i uzupełniała stany. Na dzień 1 lutego 1920 eskadra wchodziła w skład III Grupy Lotniczej, posiadała 7 pilotów, 4 obserwatorów i 4 samoloty.
W lutym  eskadra wykonała 43 zadania bojowe, zrzucając 330 kg bomb. W marcu działała dla 5 Dywizji Piechoty, dysponując już 10 samolotami, 6 pilotami i 4 obserwatorami.
Wiosną 1920 roku III Grupę Lotniczą, w skład której wchodziła 6 eskadra, przeorganizowano na 3 dywizjon lotniczy, wchodzący w skład 6 Armii (dawnego Frontu Podolskiego). 
W kwietniu 1920, w związku z polską ofensywą, eskadrę przebazowano do Płoskirowa. Brała ona udział w walkach w kwietniu (25 lotów bojowych), lecz w maju jej udział był już mało intensywny (8 lotów) z uwagi na zużycie sprzętu. 
W czerwcu podczas polskiego odwrotu eskadra wycofała się do Tarnopola, gdzie otrzymała trzy samoloty Airco DH.9, przeprowadzając w drugiej połowie miesiąca 12 lotów szturmowych przeciw kawalerii radzieckiej. W lipcu eskadra została wycofana do Lwowa, borykając się z brakami sprzętu. Z użyciem wyremontowanych tam samolotów, eskadra wzięła udział w obronie Lwowa, wykonując 20 lotów w samej pierwszej dekadzie sierpnia.

## Operacja warszawska – bitwa pod Lwowem – sierpień 1920
Na początku sierpnia na lotnisku Lewandówka stacjonowały cztery eskadry 3 dywizjonu lotniczego: 5. i 6 eskadry wywiadowcze, 7. i 15 eskadra myśliwska. Ich wyposażenie stanowiło 6 samolotów wywiadowczych i 10 myśliwskich.
Od 10 sierpnia zaczęła się zwiększać liczba codziennych lotów na front. Miało to związek ze skierowaniem się jazdy Budionnego w kierunku Lwowa.
Na dzień 15 sierpnia 6. eskadra posiadała 3 samoloty sprawne i 2 w remoncie.
Będąc w strukturach 3 dywizjonu, na wyposażeniu miała samoloty Airco DH.9.
W bitwie pod Lwowem eskadra operowała z lotniska we Lwowie. Wówczas cały 3 dywizjon, w tym 6 eskadra, przypisany był do 6 Armii na Froncie Południowym. Front miał za zadanie bronić Lwowa i szachować Armię Konną Budionnego w Małopolsce wschodniej.
17 sierpnia 1920 roku cały 3 dywizjon (w składzie czterech eskadr) otrzymał rozkaz powstrzymania armii Budionnego, tego dnia na 19 samolotach łącznie wykonał 69 lotów szturmowych, a 18 sierpnia na 14 samolotach – 72 loty.
Przez noc 16/17 sierpnia mechanicy naprawili uszkodzone i postrzelane samoloty. Rankiem 17 sierpnia wystartowało 19 samolotów. Zadanie dywizjonu polegało na wspomaganiu wojsk własnych w rejonie Busk – Krasne, a także powstrzymywaniu kolumn jazdy sowieckiej w marszu na Lwów. Podczas akcji szturmowej pięć samolotów zostało poważnie uszkodzonych w zderzeniach z jeźdźcami (sic!). Tego dnia kawaleria Budionnego poniosła bardzo wysokie straty, a natarcie sowieckiej 6 Dywizji Kawalerii zostało odparte wyłącznie przy pomocy samolotów. Łącznie 17 sierpnia 19 maszyn wykonało 69 lotów szturmowych.
Następnego dnia pogorszyły się znacznie warunki atmosferyczne. Wykonywano loty wywiadowcze a później atak na oddziały czerwonoarmistów grupujące się na północny wschód i wschód od Lwowa. Tego dnia po południu ceł ataków lotniczych został przesunięty w okolice Żółtańc, gdzie następnego dnia zamierzano wykonać przeciwuderzenie własnej kawalerii. W tym rejonie ppor. Tarasiewiczowi skutecznie zbombardował bolszewicką kolumnę zaopatrzeniową. Jedna z jego bomb trafiła w wóz konny z długiego ich szeregu i spowodowała wybuch i zniszczenie całej 15-wozowej kolumny amunicyjnej.
Dzień 18 sierpnia był dniem największego wysiłku bojowego lotników w czasie obrony Lwowa. Przeprowadzono wówczas 72 loty bojowe. W walkach tych na szczególne wyróżnienie zasłużyli por. Piniński, ppor. Tarasiewicz, plut. Tysler i por. Wiesiołowski.
Wieczorem 18 sierpnia, z powodu zagrożenia naziemnego lotniska w Lewandówce, wszystkie eskadry 3 dywizjonu przeleciały na lotniska pod Przemyślem. W ciągu następnych trzech dni działalność lotnicza została znacznie ograniczona. Dało o sobie znać przemęczenie załóg i zużycie samolotów.
We Lwowie pozostało jedynie dowództwo lotnictwa frontu i armii z mjr pil. Cedrikiem Fauntleroyem na czele. 
23 sierpnia podczas lotu bojowego został zestrzelony samolot por. Pinińskiego. Mimo lądowania na obszarze zajętym przez nieprzyjaciela, załodze udało się powrócić do eskadry. W związku z poprawą sytuacji, 24 sierpnia eskadra powróciła do Lwowa.
Na przełomie sierpnia i września 1920 eskadry 3 dywizjonu brały udział w dalszych działaniach ofensywnych. 
Od początku września zwalczały kawalerię sowiecką w rejonie Hrubieszowa i Uściługa.
W tym czasie działania bojowe nie miały już takiego nasilenia. 
6 i 7 eskadra wykonały we wrześniu przeszło 50 lotów, głównie wywiadowczych, bez strat własnych. 
6 eskadra ostatni lot bojowy wykonała 1 października 1920. Rozejm zastał eskadrę w Lewandówce.
Podczas działań wojennych 1918-1920 wykonała ogółem 670 lotów bojowych w czasie 1265 godzin, będąc przez to najaktywniejszą eskadrą polskiego lotnictwa; poniosła przy tym straty 6 osób personelu latającego.

## Okres pokojowy
Na mocy rozkazu z 18 stycznia 1921 roku eskadry 6. i 17. połączono, tworząc 6 eskadrę wywiadowczą w Łucku.
W sierpniu 1921 roku 6 eskadra wywiadowcza wchodziła w skład II dywizjonu wywiadowczego 2 pułku lotniczego w Krakowie.
W lutym 1925, rozkazem Ministerstwa Spraw Wojskowych nr 2300/org., zapoczątkowano reorganizację lotnictwa wojskowego. Polegała ona między innymi na przeformowaniu eskadr wywiadowczych na „lotnicze” oraz zmianie ich numeracji. Pierwsza cyfra oznaczała numer pułku a następna – kolejność eskadry w pułku.
6 eskadra wywiadowcza przemianowana została na 21. eskadrę lotniczą.
31 sierpnia 1939 jednostka weszła w skład Brygady Bombowej i przemianowana została na 21. eskadrę bombową lekką. Pod tą nazwą walczyła w kampanii wrześniowej 1939.
| Nazwy jednostki i daty sformowania, przeformowań i rozformowania | Nazwy jednostki i daty sformowania, przeformowań i rozformowania | Nazwy jednostki i daty sformowania, przeformowań i rozformowania | Nazwy jednostki i daty sformowania, przeformowań i rozformowania | Nazwy jednostki i daty sformowania, przeformowań i rozformowania | Nazwy jednostki i daty sformowania, przeformowań i rozformowania | Nazwy jednostki i daty sformowania, przeformowań i rozformowania | Nazwy jednostki i daty sformowania, przeformowań i rozformowania | Nazwy jednostki i daty sformowania, przeformowań i rozformowania | Nazwy jednostki i daty sformowania, przeformowań i rozformowania | Nazwy jednostki i daty sformowania, przeformowań i rozformowania | Nazwy jednostki i daty sformowania, przeformowań i rozformowania | Nazwy jednostki i daty sformowania, przeformowań i rozformowania | Nazwy jednostki i daty sformowania, przeformowań i rozformowania | Nazwy jednostki i daty sformowania, przeformowań i rozformowania |
| ---------------------------------------------------------------- | ---------------------------------------------------------------- | ---------------------------------------------------------------- | ---------------------------------------------------------------- | ---------------------------------------------------------------- | ---------------------------------------------------------------- | ---------------------------------------------------------------- | ---------------------------------------------------------------- | ---------------------------------------------------------------- | ---------------------------------------------------------------- | ---------------------------------------------------------------- | ---------------------------------------------------------------- | ---------------------------------------------------------------- | ---------------------------------------------------------------- | ---------------------------------------------------------------- |
| XI 1918                                                          | eskadra lwowska                                                  |                                                                  | II eskadra bojowa                                                | XII 1918                                                         | 6 eskadra lotnicza                                               | 1919                                                             | 6 eskadra wywiadowcza                                            | 1925                                                             | 21 eskadra lotnicza                                              |                                                                  | 21 eskadra liniowa                                               |                                                                  | 21 eskadra bombowa                                               | IX 1939                                                          |

## Żołnierze eskadry
| Dowódcy eskadry                                       | Dowódcy eskadry                 | Dowódcy eskadry                 |
| Stopień                                               | Imię i nazwisko                 | Okres pełnienia służby          |
| ----------------------------------------------------- | ------------------------------- | ------------------------------- |
| por. / kpt. pil.                                      | Stefan Bastyr                   | 7 XI 1918 – VII 1919            |
| por. pil.                                             | Kazimierz Swoszowski            | od VII 1919 – † 4 II 1920       |
| por. pil.                                             | Franciszek Peter                | II 1920 – III 1920              |
| por. pil.                                             | Adolf Wiesiołowski              | od III 1920                     |
| kpt. pil.                                             | Władysław Jan Kalkus            | do 2 II 1923 (?)                |
| kpt. pil.                                             | Bolesław Feliks Stachoń         | 2 II 1923 – 1 VIII 1923 (?)     |
| kpt. obs.                                             | Zygmunt Pistl                   | od 1 VIII 1923 (?)              |
| kpt. obs.                                             | Jan Buczma                      | (?)                             |
| Personel latający okresu wojny polsko – bolszewickiej |                                 |                                 |
| Obserwatorzy                                          | Obserwatorzy                    | Piloci                          |
| por. obs. Władysław Toruń                             | por. obs. Władysław Toruń       | por. pil. Stefan Stec           |
| por. obs. Janusz de Beaurain                          | por. obs. Janusz de Beaurain    | por. pil. Eugeniusz Roland      |
| por. obs. Karol Frizer                                | por. obs. Karol Frizer          | por. pil. Kazimierz Swoszowski  |
| por. obs. Zygmunt Tebinka                             | por. obs. Zygmunt Tebinka       | por. pil. Franciszek Peter      |
| por. obs. Zbigniew Biskupski                          | por. obs. Zbigniew Biskupski    | por. pil. Adolf Wiesiołowski    |
| por. obs. Tadeusz Wereszczyński                       | por. obs. Tadeusz Wereszczyński | por. pil. Juliusz Gilewicz      |
| por. obs. Ksawery Piniński                            | por. obs. Ksawery Piniński      | por. pil. Tadeusz Bukowiecki    |
| por. obs. Henryk Sommerfeld                           | por. obs. Henryk Sommerfeld     | ppor. pil. Ludwik Idzikowski    |
| ppor. obs. Feliks Błaszkiewicz                        | ppor. obs. Feliks Błaszkiewicz  | ppor. pil. Stanisław Pietruski  |
| ppor. obs. Józef Wojciechowski                        | ppor. obs. Józef Wojciechowski  | chor. pil. Jan Stachura         |
| ppor. obs. Stefan Berezowski                          | ppor. obs. Stefan Berezowski    | chor. pil. Józef Cagasek        |
| ppor. obs. Bronisław Fabian                           | ppor. obs. Bronisław Fabian     | pchor. pil. Franciszek Piniński |
| ppor. obs. Zygfryd Piątkowski                         | ppor. obs. Zygfryd Piątkowski   | pchor. pil. Alojzy Stix         |
| ppor. obs. Stefan Tarasiewicz                         | ppor. obs. Stefan Tarasiewicz   | pchor. pil. Witold Krasicki     |
| ppor. obs. Veniero de Piza                            | ppor. obs. Veniero de Piza      | sierż. pil. Józef Rączka        |
| ppor. obs. Virgiljusz Mastrelli                       | ppor. obs. Virgiljusz Mastrelli | sierż. pil. Paweł Tysler        |
| ppor. obs. Tomasz Turbiak                             | ppor. obs. Tomasz Turbiak       | sierż. pil. Stefan Małaczyński  |
| pchor. obs. Mieczysław Michalak                       |                                 |                                 |
| ppor. obs. Ryszard Hesse                              |                                 |                                 |

## Wypadki lotnicze
- 23 lipca 1923 w wypadku lotniczym zginął kpt. obs. Stefan Esztel powracając do Eskadry samolotem Ansaldo 300, który odebrał z wytwórni w Lublinie[28].

## Samoloty eskadry

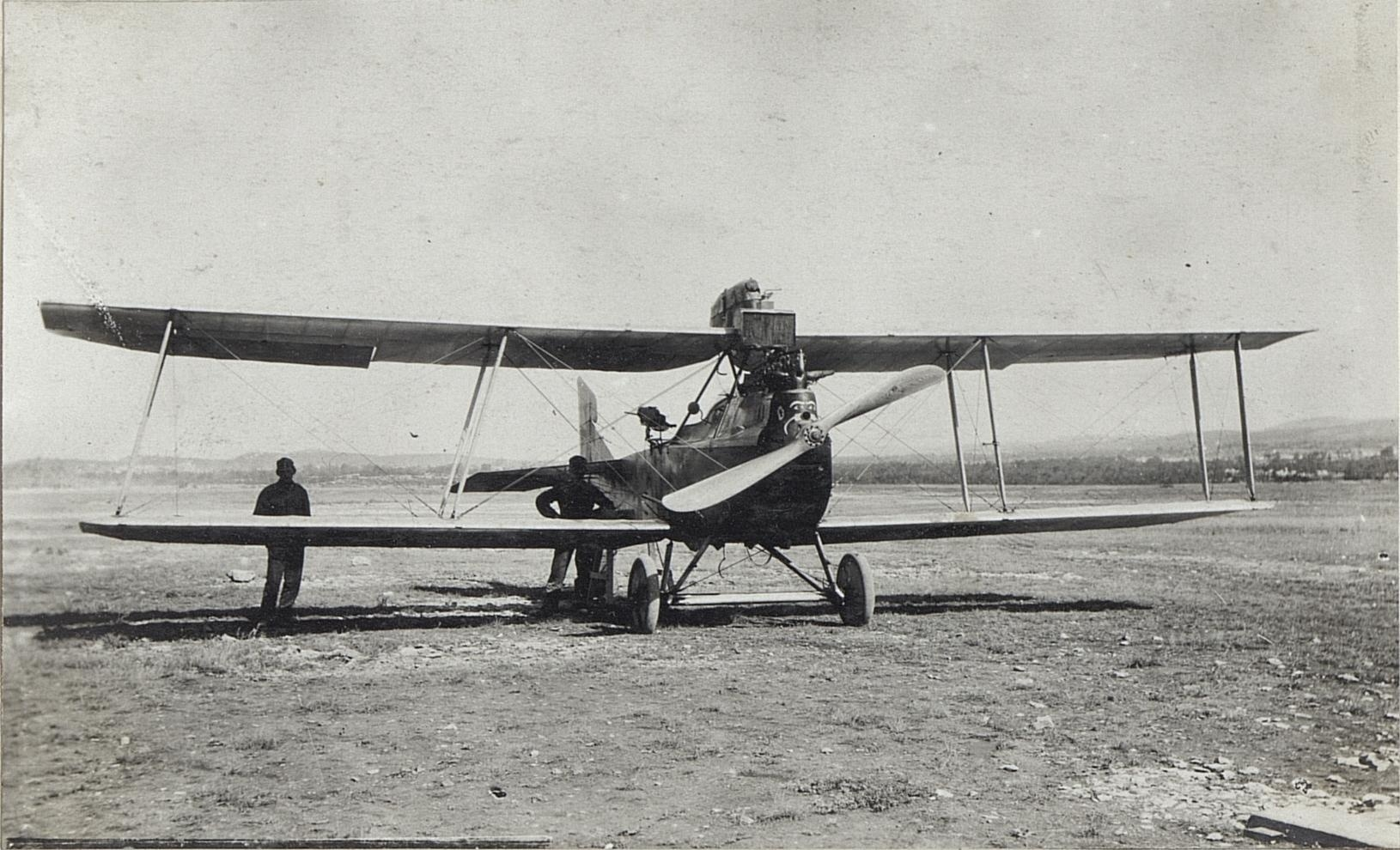
Hansa-Brandenburg C.I
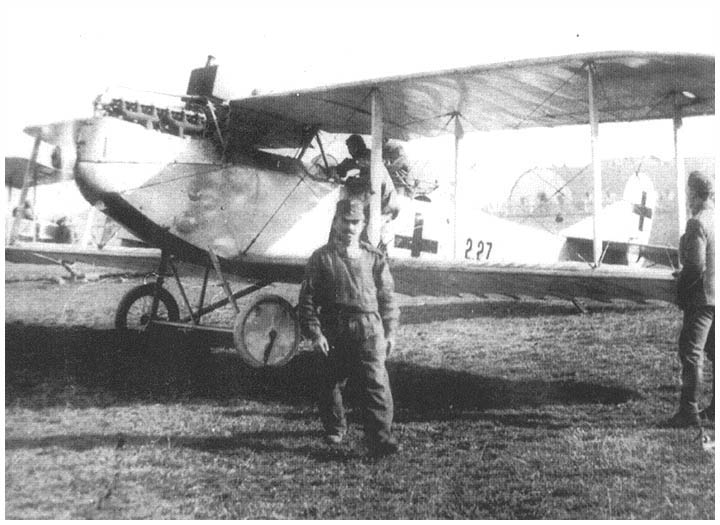
Oeffag C.II
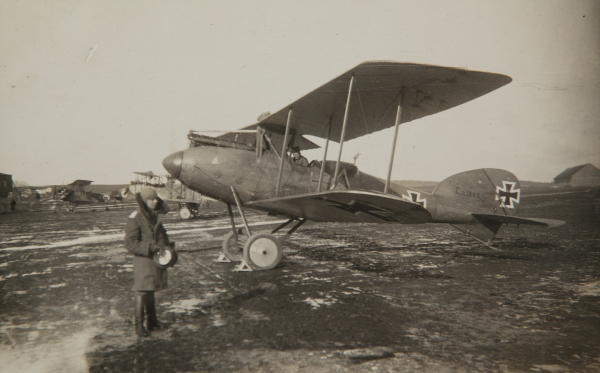
Albatros C.XII
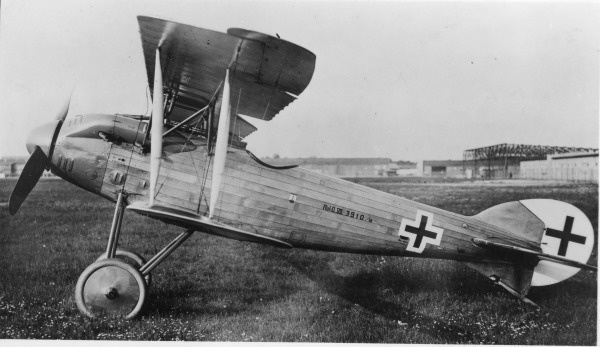
Roland CL.II
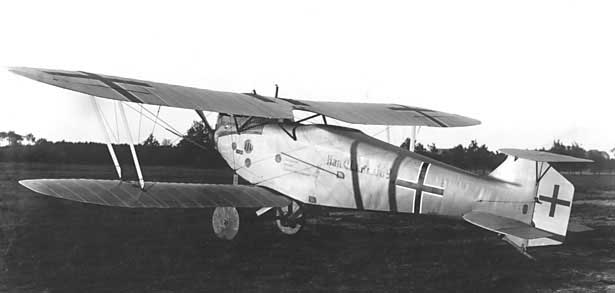
Hannover CL.II
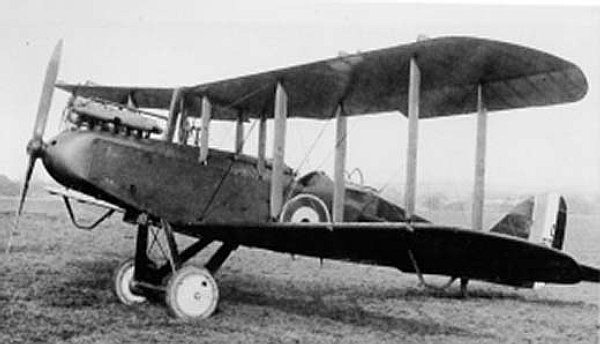
Airco DH.9
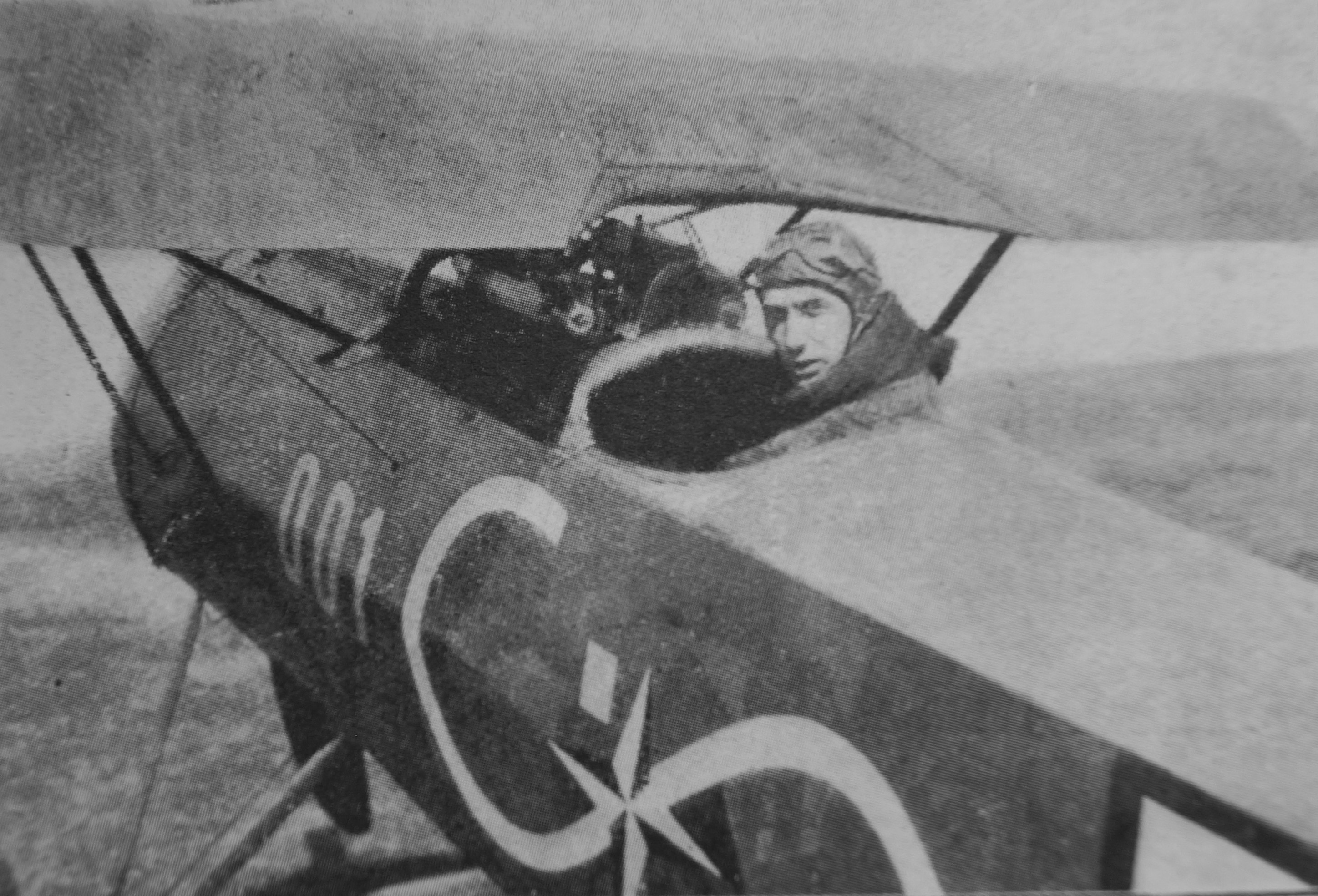
Fokker E.V